# Мирослав Егерић
Мирослав Егерић (Риђевштица, код Крушевца, Краљевина Југославија, 1934 – Нови Сад, Србија, 30. октобар 2016) био је српски књижевни критичар и есејиста, историчар књижевности, дугогодишњи професор Филозофског факултета у Новом Саду.

## Биографија[1]
Учио је гимназију у Врњачкој Бањи и Стопањи, те учитељску школу у Крушевцу. Дипломирао је на Групи за југословенску књижевност и српскохрватски језик на Филозофском факултету у Београду 1960. По дипломирању, Егерић 1961. долази у Нови Сад, где ради у издавачком предузећу „Прогрес“. 1962. примљен је за асистента на Филозофском факултету у Новом Саду, где је 1970. докторирао са тезом „Књижевно и критичко дело Ђорђа Јовановића” (објављено као књига под насловом Реч у времену, Врњачка Бања, 1976). За редовног професора изабран је 1981. и годинама је предавао српску књижевност 20. века и југословенске књижевности.
По доласку у Нови Сад приближио се Матици српској и постао је њен члан 1966, члан Управног одбора у два мандата (1969–1973. и 1991–2016), и члан Одбора Одељења за књижевност и језик (1989–2016). У Друштво књижевника Војводине примљен 1965. а био је и члан Управног одбора и председник (1991–1994), као и члан управа Српске књижевне задруге и Српског ПЕН центра. Учествовао је у раду бројних жирија за књижевне награде.
Професор Егерић бавио се српском књижевношћу 20. века. Нарочито су запамћена његова предавања о Андрићу и Црњанском, а генерације студената је обучио критичкој мисли. „[Н]аставу је тако организовао што је држао не целовите књижевнотеоријске прегледе него специјалне курсеве о појединим темама и проблемима (на пример: Српска књижевна критика 20. века, Српски роман о рату и револуцији и сл.) или о појединим великим писцима (Иво Андрић, Меша Селимовић, Добрица Ћосић и др.)” Тумачећи и вреднујући дела српске књижевости више од пола века иза себе је оставио значајно књижевно дело у бројним есејистичким књигама и антологијама.
Сахрањен је у родном месту Риђевштица, код Крушевца. Комеморација, у заједничкој организацији Матице српске, Филозозфског факултета у Новом Саду и Градске библиотеке у Новом Саду одржана је у Матици српској.

## Дела

### Књиге есеја, критика и записа
- Portreti i pamfleti, Progres, Novi Sad 1963. COBISS.SR-ID – 76298759[мртва веза]
- Молитва на Чегру, Крушевац, Багдала 1967. COBISS.SR-ID – 67249415[мртва веза]
- Људи, књиге, датуми, Матица српска, Нови Сад 1971. COBISS.SR-ID – 92039943[мртва веза]
- Дела и дани, Матица српска, Нови Сад 1975. COBISS.SR-ID – 15551751[мртва веза]
- Реч у времену: књижевно и критичко дело Ђорђа Јовановића, Замак културе, Врњачка Бања 1975. COBISS.SR-ID – 1024027011[мртва веза]
- Срећна рука: огледи о српским песницима и критичарима, Српска књижевна задруга, Београд 1979. COBISS.SR-ID – 14384903[мртва веза]
- Извор: записи о гласовима, сенкама, сећањима, слутњама, изворима и учешћима, једном речи – о нематеријалном свету, Матица српска, Нови Сад 1980. COBISS.SR-ID – 15500807[мртва веза]
- Дела и дани. 2, Есеји и критике, Матица српска, Нови Сад 1982. COBISS.SR-ID – 22729735[мртва веза]
- Derviš i smrt Meše Selimovića, Zavod za udžbenike i nastavna sredstva, Beograd 1982. COBISS.SR-ID – 15580167[мртва веза]
- Гласови и ћутања, Јединство, Приштина 1983. COBISS.SR-ID – 15753735[мртва веза]
- Pisma porodičnim ljudima, Novi Sad – Beograd 1986. COBISS.SR-ID – 11123719[мртва веза]
- Дела и дани (III), Матица српска, Нови Сад 1990. COBISS.SR-ID – 2779911[мртва веза]
- Велики механизам и роман: „Отпадник“ као издајник који је издао издајнике, Међурепубличка заједница, Пљевља 1992. COBISS.SR-ID – 16753932[мртва веза]
- Гласови, вредности, Српска књижевна задруга, Београд 1995. COBISS.SR-ID – 102146567[мртва веза]
- Србија и памћење: литерарно-политички записи, есеји и разговори, Расија, Нови Сад 1996. COBISS.SR-ID – 107408391[мртва веза]
- Дела и дани (IV), Матица српска, Нови Сад 1997. COBISS.SR-ID – 118366471[мртва веза]
- Дух и чин: есеји о романима Меше Селимовића, Задужбина „Петар Кочић“ – Змај, Бања Лука, Београд – Нови Сад 2000. COBISS.SR-ID – 158684679[мртва веза]
- Време и роман: есеји о романима Добрице Ћосића, Задужбина „Петар Кочић“ – Змај, Бања Лука, Београд – Нови Сад 2001. COBISS.SR-ID – 167641095[мртва веза]
- Дела и дани (V), Завод за уџбенике и наставна средства, Београд 2002. COBISS.SR-ID – 181493767[мртва веза]
- Пропланци и магновења, приредио Кајица Даничић, Књижевни клуб „Дис“ – ДНС Логос, Бачка Паланка 2005. COBISS.SR-ID – 196672263[мртва веза]
- Домановићево племе: савремени српски сатиричари, Агора, Зрењанин 2010. COBISS.SR-ID – 250493703[мртва веза]
- Дела и дани VI, Завод за културу Војводине – Матица српска – Градска библиотека, Нови Сад 2018. COBISS.SR-ID – 323248647[мртва веза]

### Приредио
- Књижевни историчари и критичари. 3, Матица српска, Нови Сад 1967. COBISS.SR-ID – 136453895[мртва веза]
- Антологија савремене српске сатире, Српска књижевна задруга, Београд 1970. COBISS.SR-ID – 15467015[мртва веза]
- Петар Џаџић, Критике и огледи, Српска књижевна задруга, Београд 1973. COBISS.SR-ID – 67693831[мртва веза]
- Исидора Секулић, Кроника паланачког гробља, Просвета, Београд 1981. COBISS.SR-ID – 18579207[мртва веза]
- Dobrica Ćosić, Koreni, „Otokar Keršovani“, Rijeka 1981. COBISS.SR-ID – 22505991[мртва веза]
- Добрица Ћосић, Корени, „Отокар Кершовани“, Ријека 1982. COBISS.SR-ID – 18821383[мртва веза]
- Исидора Секулић, Одабрана дела, Рад, Београд 1982. COBISS.SR-ID – 69864460[мртва веза]
- Исидора Секулић, Путописи, приповетке, есеји, Рад, Београд 1986. COBISS.SR-ID – 42769159[мртва веза]
- Исидора Секулић, Кроника паланачког гробља, Нолит, Београд 1988. COBISS.SR-ID – 71675916[мртва веза]
- Meša Selimović, Derviš i smrt, Oslobođenje-public, Sarajevo 1990. COBISS.SR-ID – 1639942[мртва веза]
- Бранислав Петровић, Моћ и прах: изабране песме, Дневник, Нови Сад 1992. COBISS.SR-ID – 18472199[мртва веза]
- Радоје Домановић, Изабрана дела, „Драганић“, Београд 1997. COBISS.SR-ID – 144986631[мртва веза]
- Сабране песме Десанке Максимовић, „Драганић“, Београд 1997.
- Сима Пандуровић, Песме, Каирос, Сремски Карловци 1997. COBISS.SR-ID – 111478791[мртва веза]
- Десанка Максимовић, Изабране песме, „Драганић“, Београд 1998. COBISS.SR-ID – 142651399[мртва веза]
- Меша Селимовић, Дервиш и смрт, Завод за уџбенике и наставна средства, Београд 2000. COBISS.SR-ID – 159623943[мртва веза]
- Добрица Ћосић, Корени, „Филип Вишњић“, Београд 2000. COBISS.SR-ID – 83407372[мртва веза]
- Петар Кочић, Изабрана дјела, Задужбина „Петар Кочић“, Бања Лука 2002. COBISS.SR-ID – 190290439[мртва веза]
- Антологија српског песништва: XIX–XX век. Деветнаести век, Orpheus, Нови Сад 2008. COBISS.SR-ID – 232710407[мртва веза]
- Антологија српског песништва: XIX–XX век. Двадесети век. Књ. 1, Orpheus, Нови Сад 2008. COBISS.SR-ID – 232713735[мртва веза]
- Антологија српског песништва: XIX–XX век. Двадесети век. Књ. 2, Orpheus, Нови Сад 2008. COBISS.SR-ID – 232711431[мртва веза]

## Награде и признања
- Награда „Ђорђе Јовановић”, за књигу Дела и дани I, 1975.
- Награда „Милан Богдановић”, за критички текст о књизи Српско љубавно песништво Радослава Војводића, 1985.
- Октобарска награда Новог Сада, 1991.
- Златна повеља Универзитета у Новом Саду, 1991.
- Награда „Лаза Костић”, за књигу есеја Срећна рука, 1995.
- Награда „Вук Филиповић”, за књигу Време и роман, 2001.[4]‍:35
- Награда за животно дело Друштва књижевника Војводине, 1995.
- Новембарска повеља Новог Сада, 1998.
- Награда „Кочићева књига”, 2000.[4]‍:86
- Вукова награда, 2002.
- Награда „Милица Стојадиновић Српкиња”, 2004.
- Награда „Прстен деспота Стефана Лазаревића”, 2006.
- Повеља Удружења књижевника Србије, 2008.
- Награда „Радоје Домановић”, за животно дело, 2015.